# 罪数
罪数（ざいすう、つみかず）は、刑法用語のひとつであり、犯罪の個数を表す概念である。ある行為について成立する犯罪の数が1個であるときを一罪といい、それ以上であるときを数罪という。

## 一罪と数罪の区分
ある犯罪行為を、一罪とするか数罪とするかの基準については以下のような学説がある。
- 行為標準説

犯罪行為の個数を基準とする（旧派からの主張）。
- 意思標準説

行為者の意思を基準とする（新派からの主張）。
- 法益標準説

侵害された法益の数を基準とする。
- 構成要件標準説

構成要件充足の数を基準とする（戦後の通説的見解）。

## 罪数の細分
罪数は、その態様によって、以下のように細分することができる。上に掲げたものほど一罪の色が強く、下に掲げたものほど数罪の色が強いといえる。

### 単純一罪
構成要件に該当する犯罪事実が1回だけ発生すること。認識上一罪ともいう。
構成要件が本来的に複数の行為の存在を予定している結合犯（例としては、暴行脅迫（暴行罪、脅迫罪の構成要件に該当）と奪取（窃盗罪の構成要件に該当）の結合による強盗罪が挙げられる）や、常習犯（例としては、常習賭博罪などが挙げられる）や営業犯（例としては、無免許医業罪などが挙げられる）のように連続した複数の行為を1つの犯罪の構成要件とする集合犯もこれに含まれる（学説によっては、これらを包括一罪や数罪とする見解もある）。

### 法条競合
条文の文面上は数個の構成要件に該当するように見えるが、それらの関係上、そのうち1つの構成要件にしか該当しないもの。以下のような類型が挙げられる。
- 特別関係
数個の構成要件が一般法と特別法の関係に当たるもの（例としては、背任罪(刑法第247条)と特別背任罪(会社法第960条など)の関係が挙げられる）。特別法に当たる構成要件に該当する場合、一般法は適用されない。
- 補充関係
数個の構成要件が補充・被補充関係に当たるもの（例としては、現住建造物放火罪(刑法第108条)と非現住建造物放火罪(刑法第109条1項)の両方にあたる場合)。被補充的な構成要件に該当する場合、補充的な構成要件には該当しない。
- 択一関係
1つの行為に適用可能な構成要件が複数存在するが、それらが両立しないもの（例としては、横領罪と背任罪が挙げられる）。そのうちの1つの構成要件のみに該当する。

### 包括一罪
法条競合に該当しないが、一罪と評価されるもの。以下のような類型が挙げられる。
- 1つの行為で同一構成要件内の数個の結果が発生したが、それが実質的に1つの法益侵害であると評価される場合
例としては、1つの放火とその延焼の関係が挙げられる（放火罪一罪のみが成立）。
- 1つの行為で複数の構成要件にまたがる数個の結果が発生したが、1つの構成要件のみを成立させることで他の構成要件についても評価されつくしていると評価しうる場合（附随犯）
例としては、ピストルによる殺人と衣服の損壊の関係が挙げられる（器物損壊罪は成立せず、殺人罪一罪のみが成立）。
- 同一構成要件内の数個の結果を発生させるために複数の行為が行われたが、それが実質的に1つの法益侵害であると評価される場合（狭義の包括一罪、接続犯）
例としては、2発の銃弾を続けて発射し、1発目は逸れて、2発目が命中して被害者が死亡した場合が挙げられる（細かく見れば1発目で殺人未遂罪、2発目で殺人罪だが、全体として一つの殺人既遂行為と評価し、殺人罪一罪のみが成立）。
- 同一の法益・客体に向けられた複数の行為が、目的・手段あるいは原因・結果の関係に立つ場合であり、一方が他方を吸収する場合。手段である犯罪が目的である犯罪に吸収される場合を共罰的事前行為（不可罰的事前行為）といい、結果である犯罪が原因である犯罪に吸収される場合を共罰的事後行為（不可罰的事後行為）という。
例としては、1つの窃盗と盗品運搬の関係が挙げられる（盗品運搬罪は成立せず、窃盗罪一罪のみが成立）。

### 科刑上一罪
実質的には数罪だが、科刑上、一罪として扱うもの。刑法54条第1項に規定がある。観念的競合と牽連犯がある。

### 併合罪
実質的にも科刑的にも数罪だが、政策上、複数の罪をまとめて処断すること。刑法第45条に規定がある。